# 崇义镇 (都江堰市)
崇义镇，是中华人民共和国四川省成都市都江堰市曾经下辖的一个镇。2019年12月，撤销崇义镇，将其所属行政区域划归聚源镇管辖。

## 行政区划
崇义镇撤销前下辖以下地区：
崇德社区、飞桥社区村、崇义社区村、罗桥社区村、海云社区村、吴塘社区村、江安社区村、新华社区村、古桥社区村、圣庵社区村、双土社区村、大桥社区村、桂桥社区村、笆桥社区村和界牌社区村。